# Elecciones estatales de Chiapas de 2015
Las elecciones estatales de Chiapas se realizaron el 19 de julio de 2015, un mes después de las elecciones federales, que comúnmente se realizan simultáneamente. En los comicios de Chiapas se renovaron los siguientes cargos de elección popular:
- 41 diputados del Congreso del Estado. De los cuales 24 fueron elegidos por mayoría relativa y 17 por representación proporcional.
- 122 ayuntamientos. Compuestos por un presidente municipal y sus regidores. Electos para un periodo de tres años no reelegibles para el periodo siguiente.

## Resultados

### Diputados de mayoría relativa
|  | 4.1 % |

|  | 29.1 % |

|  | 66.6 % |

|  | 100 % |

### Diputados de representación proporcional
|  | 11.7 % |

|  | 17.6 % |

|  | 11.7 % |

|  | 11.7 % |

|  | 11.7 % |

|  | 17.6 % |

|  | 17.6 % |

|  | 100 % |

### Ayuntamientos
|  | 1.6 % |

|  | 21.0 % |

|  | 6.7 % |

|  | 1.6 % |

|  | 12.6 % |

|  | 0.8 % |

|  | 0.8 % |

|  | 9.2 % |

|  | 0.8 % |

|  | 8.4 % |

|  | 0.8 % |

|  | 0.8 % |

|  | 0.8 % |

|  | 34.4 % |

|  | 100 % |

Las elecciones en los municipios de Nicolás Ruiz y Belisario Domínguez no se realizaron y los comicios en Tapilula no fueron concluyentes por un empate entre los partidos Verde Ecologista y Mover a Chiapas.